# サンデーお笑い生中継
『サンデーお笑い生中継』（サンデーおわらいなまちゅうけい）は、1978年（昭和53年）8月6日から1979年（昭和54年）3月25日までTBS系列局で放送されていた演芸番組である。毎日放送 (MBS) とTBSの共同製作。全34回。放送時間は毎週日曜 12:00 - 12:45 （日本標準時）。

## 概要
東西のお笑い芸人たちが数々の演芸を披露していた番組で、大阪のうめだ花月劇場、東京の浅草松竹演芸場、大阪府吹田市の毎日放送千里丘放送センター第1スタジオ（いずれも現存せず）の3か所を結んでの生放送を実施していた。
オーソドックスな演芸番組の面を出しつつも、生放送である利点を生かして、桂朝丸（後に「桂ざこば」を襲名）の冠コーナー「桂朝丸のお天気漫談」を千里丘放送センターから挿入。毎日放送と下記のネット局が放送対象地域内に常設しているお天気カメラからの配信映像や中継映像から毎週4局分の映像が流れるクロマキーをバックに、当時出演していた『テレビ三面記事 ウィークエンダー』（日本テレビ）と同じく漫談調の口調で中継先の気象情報を伝えていた（中継映像には「担当局の本社が所在する都市名＋担当局の略称」を記した字幕を表示）。
日曜正午の寄席番組としては、番組がスタートした年の6月25日に終了した『大正テレビ寄席』（テレビ朝日）以来1か月のブランクを経ての復活となったが、毎日放送はTBS系列への加盟前（テレビ朝日の前身・日本教育テレビ系列の準基幹局）時代に「東京の笑いは関西では受けない」という理由で『テレビ寄席』のネットを打ち切って自社製作の『サモン日曜お笑い劇場』に差し替えた経緯があり（このため、同局は永六輔から異を唱えられた）、東西折衷ではあったが、同局にとっては東京の芸人が出演する日曜昼の寄席番組が事実上復活することになった。
東京からの中継では、タモリを中心に進行。ビジーフォーのライブを随時放送していたほか、若手精鋭の漫才師たち（星セントルイス・ツービートなど）が登場することもあった。
この番組はタモリとビートたけしの初期の共演番組でもある。東京側の演出はTBSの桂邦彦、構成作家は高平哲郎が担当していた。

## 司会
- 斎藤努（放送期間中は毎日放送のアナウンサー） - 総合司会を担当。
- 横山やすし - 大阪方の司会を担当。
- タモリ - 東京方の司会を担当。
- 桂朝丸（後の桂ざこば） - 「朝丸のお天気漫談」（千里丘放送センターからの気象情報コーナー）を担当。

## 放送局
- 毎日放送（製作局）
- 東京放送（現・TBSテレビ、製作局）
- 北海道放送
- 青森テレビ
- 岩手放送（現・IBC岩手放送）
- 東北放送
- 秋田テレビ
- 福島テレビ
- 新潟放送
- 北陸放送
- テレビ山梨
- 信越放送
- 静岡放送

- 中部日本放送（現・CBCテレビ）
- 山陰放送
- 山陽放送（現・RSK山陽放送）
- 中国放送
- テレビ山口
- テレビ高知
- RKB毎日放送
- 長崎放送
- 熊本放送
- 大分放送
- 宮崎放送
- 南日本放送
- 琉球放送

## 備考
本番組の終了後、タモリはしばらく毎日放送製作番組への出演が無かったが、1994年4月放送開始の『ジャングルTV 〜タモリの法則〜』で再出演を果たした。